# Bartłomiej Zdaniuk
Bartłomiej Aleksander Zdaniuk (ur. 1975) – polski  politolog, dyplomata, nauczyciel akademicki, wykładowca Wydziału Nauk Politycznych i Studiów Międzynarodowych Uniwersytetu Warszawskiego, ambasador RP w Mołdawii (2017–2022) i Senegalu (2023–2024).

## Życiorys
W wyborach samorządowych w 1998 bezskutecznie ubiegał się o mandat radnego Rady m.st. Warszawy z listy Sojuszu Lewicy Demokratycznej (jako przedstawiciel SdRP). Absolwent Instytutu Nauk Politycznych UW (1999). W 2001 studiował także w paryskim Instytucie Studiów Politycznych (Sciences Po Paris).
Po ukończeniu studiów podjął działalność akademicką na macierzystej uczelni, dochodząc do stanowiska adiunkta. W 2003 obronił doktorat nt. Wybory parlamentarne we Francji w latach 1789–1914 (promotor: Jan Baszkiewicz). W 2016 habilitował się na podstawie opracowania Konsolidacja państwa w Republice Mołdawii. W ramach badań habilitacyjnych prowadził liczne badania terenowe w Mołdawii, m.in. wywiady eksperckie z przedstawicielami świata polityki, nauki, mediów, władzy samorządowej i społeczeństwa obywatelskiego. Był także stypendystą na Uniwersytecie w Bielcach. W 2014 i w 2016 uczestniczył w misjach obserwacyjnych OBWE w Mołdawii. Autor czterech monografii naukowych (w tym jednej we współautorstwie), około trzydziestu artykułów, około pięćdziesięciu referatów na międzynarodowych konferencjach naukowych, jak również polskiego przekładu trzech dalszych publikacji książkowych pierwotnie wydanych w języku francuskim. Aktywnie udziela się w Międzynarodowym Towarzystwie Nauk Politycznych (IPSA).
We wrześniu 2017 otrzymał nominację na ambasadora RP w Mołdawii. 18 października 2017 złożył listy uwierzytelniające na ręce Prezydenta Republiki Mołdawii Igora Dodona i oficjalnie rozpoczął służbę dyplomatyczną. Zakończył kadencję 28 lutego 2022.
W 2021 otrzymał tytuł doktora honoris causa Państwowego Uniwersytetu Mołdawskiego.
30 listopada 2022 został mianowany ambasadorem RP w Senegalu, akredytowanym także w Gwinei, Gwinei Bissau, Gambii, Republice Zielonego Przylądka, Burkina Faso, Mali, Wybrzeżu Kości Słoniowej. Stanowisko objął 2 lutego 2023. Formalnie kadencję rozpoczął 14 marca 2023. Urzędowanie zakończył w lipcu 2024.
Żonaty z Alexandrą Nica-Zdaniuk, tłumaczką języka rumuńskiego. Włada biegle językami: rumuńskim, rosyjskim, francuskim i angielskim oraz biernie ukraińskim.

## Wybrane publikacje
- Konsolidacja państwa w Republice Mołdawii, Warszawa : Wydział Dziennikarstwa i Nauk Politycznych. Uniwersytet Warszawski, 2016, ISBN 978-83-65497-07-9.
- Konstytucja Republiki Mołdawii [Constituţia Republicii Moldova], wstęp i tłumaczenie z rumuńskiego, Warszawa : Wydawnictwo Sejmowe, 2014, ISBN 978-83-7666-353-1.
- Historia do 1918 roku. Perspektywa kulturowo-cywilizacyjna, Warszawa 2014 [współaut.: Wojciech Jakubowski i Mariusz Włodarczyk].
- Wybory parlamentarne we Francji 1789–1914: problem reprezentatywności wyboru, Warszawa : Aspra-Jr, 2005, ISBN 83-89964-19-8.